# 赫米利諾
50°14′45″N 24°49′37″E / 50.24583°N 24.82694°E
赫米利諾（烏克蘭語：Хмільно），是烏克蘭西部的村莊，隸屬利維夫州的舍普季茨基區。該村始建於1505年，面積1.99平方公里，海拔高度218米，2022年人口500，人口密度每平方公里441.92人。